# Уко, Курт
Курт Джозеф Уко (англ. Kurt Joseph Ucko; 25 августа 1921, Франкфурт-на-Майне, Гессен-Нассау — 2 июля 2018, Саут-Ориндж, Нью-Джерси) — американский хоккеист на траве, полевой игрок. Участник летних Олимпийских игр 1956 года.

## Биография
Курт Уко родился 25 августа 1921 года в немецком городе Франкфурт-на-Майне в семье американцев.
Вырос в Германии. В 1932 году начал заниматься хоккеем на траве.
Играл за «Нью-Йорк».
В 1952 году вошёл в состав сборной США по хоккею на траве на летних Олимпийских играх в Хельсинки, однако в итоге не поехал на соревнования.
В 1956 году вошёл в состав сборной США по хоккею на траве на летних Олимпийских играх в Мельбурне, занявшей 12-е место. Играл в поле, провёл 3 матча, мячей не забивал.
По состоянию на 1956 год работал продавцом. Впоследствии открыл собственную фирму Ucko Machine Tools, Inc.
Был основателем мужского клуба по хоккею на траве «Норт-Джерси».
Умер 2 июля 2018 года в американском городе Саут-Ориндж в штате Нью-Джерси.

## Семья
Старший брат — Феликс Уко (1919—1996), американский хоккеист на траве. Участник летних Олимпийских игр 1948 и 1956 годов.